# Абросимов, Владимир Николаевич
Владимир Николаевич Абросимов (1949—2019) — советский и российский учёный-медик, доктор медицинских наук, профессор; член-корреспондент Евроазиатской академии медицинских наук.
Автор более 250 научных работ, включая монографии, а также ряда патентов.

## Биография
Родился 11 декабря 1949 года в селе Пестяки Ивановской области в семье Николая Зиновьевича Абросимова — доктора медицинских наук.
В 1973 году окончил лечебный факультет Рязанского медицинского института имени И. П. Павлова (ныне Рязанский государственный медицинский университет имени академика И. П. Павлова). В течение года проходил интернатуру в Рязанской областной больнице № 3, а затем работал врачом-терапевтом в участковой больнице в селе Кирицы Спасского района.
В 1976 году Абросимов поступил в очную аспирантуру при кафедре факультетской терапии родного института. По окончании аспирантуры, в 1979 году был избран ассистентом кафедры факультетской терапии Рязанского мединститута. В 1981 году защитил кандидатскую диссертацию на тему «Общая активность и изоферментный спектр малатдегидрогеназы и цитохромоксидазы сыворотки крови у больных острыми и хроническими пневмониями». С 1985 года был доцентом кафедры факультетской терапии, а в 1990 году избран заведующим кафедрой терапии факультета усовершенствования врачей. Одновременно с 1990 по 1994 год В. Н. Абросимов был проректором по лечебной работе. В 1991 году защитил докторскую диссертацию на тему «Гипервентиляционный синдром в клинике внутренних болезней» и в этом же году возглавил кафедру терапии и семейной медицины факультета дополнительного профессионального образования с курсом медико-социальной экспертизы Рязанского медуниверситета, которой руководил до конца жизни. Под его научным руководством защищены 1 докторская и 16 кандидатских диссертаций.
Владимир Николаевич являлся членом Ученого совета НИИ пульмонологии и членом Экспертного совета Российского пульмонологического общества. Был председателем Рязанского областного общества терапевтов и главным внештатным пульмонолог Минздрава Рязанской области. Был награждён почетной грамотой Министерства здравоохранения Российской Федерации и почетной грамотой Рязанской областной Думы; удостоен нагрудного знака «Отличник здравоохранения» и почетного звания «Заслуженный врач Российской Федерации».
Умер 22 января 2019 года в Рязани. Был похоронен на Скорбященском кладбище Рязани рядом с отцом.